# Qaysa
Qaysa è un comune dell'Azerbaigian situato nel distretto di Balakən. Conta una popolazione di 3 595 abitanti.